# Spelaeochthonius undecimclavatus
Espèce
Spelaeochthonius undecimclavatus est une espèce de pseudoscorpions de la famille des Pseudotyrannochthoniidae.

## Distribution
Cette espèce est endémique de la préfecture d'Iwate au Japon. Elle se rencontre dans des grottes.

## Description
Le mâle holotype mesure 2,20 mm.

## Systématique et taxinomie
Cette espèce a été décrite par Morikawa en 1956. Elle est dans le genre Allochthonius par Morikawa en 1960, dans le genre Pseudotyrannochthonius par Muchmore en 1967 puis dans le genre Spelaeochthonius par You, Yoo, Harvey et Harms en 2022.
Allochthonius undecimclavatus kishidai a été élevée au rang d'espèce par You, Yoo, Harvey et Harms en 2022.

## Publication originale
- Morikawa, 1956 : « Cave pseudoscorpions of Japan (I). » Memoirs of Ehime University, Sect. II, sér. B, vol. 2, p. 271-282.